# Evgenij Fidij
Evgenij Vladimirovič Fidij (in russo Евгений Владимирович Фидий?; Mineral'nye Vody, 28 luglio 1991) è un cestista russo.

## Palmarès
- Coppa di Russia: 1

Samara: 2021-22